# Golyschmanowo
Golyschmanowo (russisch Голышманово) ist eine Siedlung in der Oblast Tjumen (Russland) mit 13.634 Einwohnern (Stand 14. Oktober 2010).

## Geographie
Die Siedlung liegt im Westsibirischen Tiefland, knapp 200 Kilometer Luftlinie südöstlich der Oblasthauptstadt Tjumen nahe dem Ursprung des Flüsschens Katyschka im Einzugsgebiet des rechten Irtysch-Nebenflusses Wagai.
Golyschmanowo ist Verwaltungszentrum des gleichnamigen Rajons Golyschmanowo.

## Geschichte
Der Ort wurde 1911 im Zusammenhang mit dem Lückenschluss der damaligen Nord- und heutigen Hauptstrecke der Transsibirischen Eisenbahn zwischen Tjumen und Omsk gegründet, als hier eine Bahnstation entstand. Bahnhof und Stationssiedlung hießen zunächst nach dem nahen Bach Katyschka.  Die Bahnstrecke wurde 1913 eröffnet.
1948 wurde der Status einer Siedlung städtischen Typs verliehen. Gleichzeitig erhielt die Siedlung ihren heutigen Namen nach dem gut 15 km gelegenen gleichnamigen, bereits in der ersten Hälfte des 18. Jahrhunderts entstandenen Dorf, wo sich bereits seit dem 3. November 1923 die Verwaltung des neu gegründeten Rajons Golyschmanowo befand.
Seit 2009 ist der Ort wieder ländliche Siedlung.

### Bevölkerungsentwicklung
| Jahr | Einwohner |
| ---- | --------- |
| 1939 | 6.052     |
| 1959 | 10.237    |
| 1970 | 10.426    |
| 1979 | 11.557    |
| 1989 | 12.810    |
| 2002 | 13.510    |
| 2010 | 13.634    |

Anmerkung: Volkszählungsdaten

## Kultur und Sehenswürdigkeiten
In Golyschmanowo gibt es seit 1963 ein Heimatmuseum.

## Wirtschaft und Infrastruktur
Golyschmanowo ist Zentrum eines Landwirtschaftsgebietes; es überwiegen Betriebe der Lebensmittelindustrie (Getreide-, Milch- und Fleischverarbeitung).
Im Ort befindet sich eine Station der Transsibirischen Eisenbahn (Streckenkilometer 2350 ab Moskau). Die föderale Fernstraße R402 Tjumen – Omsk umgeht Golyschmanowo nördlich.

## Persönlichkeiten
- Alexander Schurawljow (* 1965), Generaloberst der Streitkräfte Russlands
- Natalja Guschtschina (* 1982), Ringerin[5]